# Leclerc (carro armato)

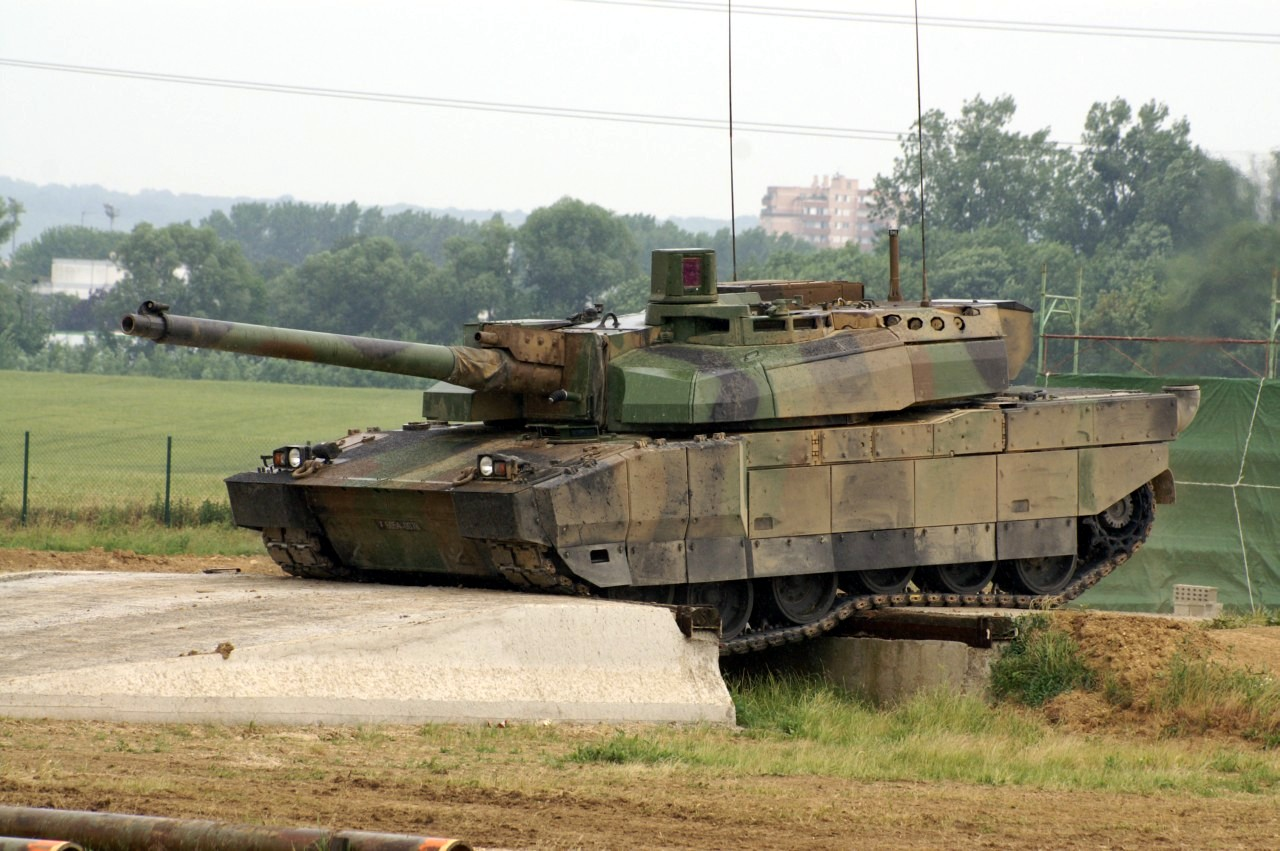
Il Leclerc in manovra

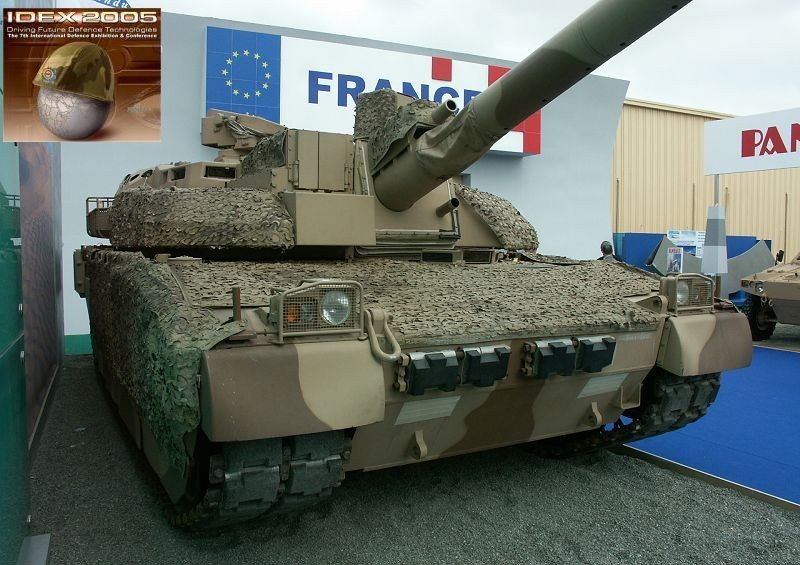
Il Leclerc Emirati

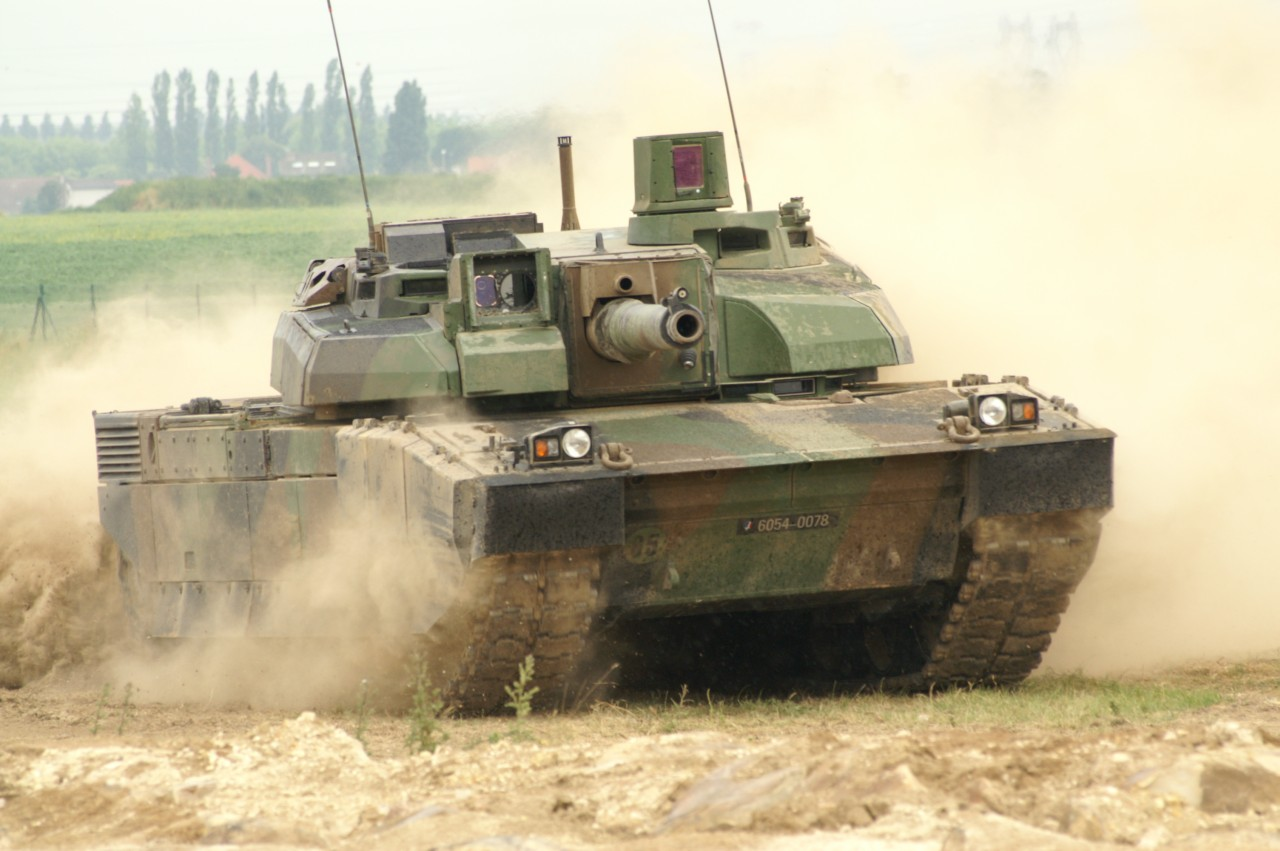
Il Leclerc in azione

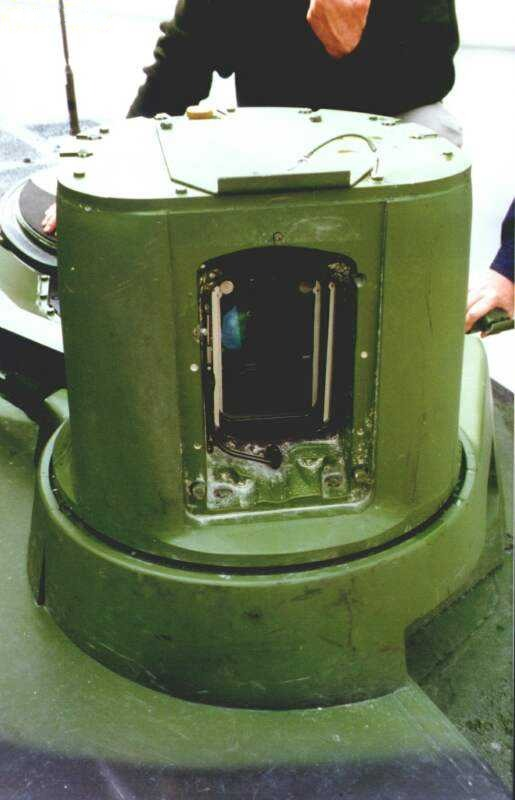
Ottica capocarro del Leclerc

Il Leclerc è un carro armato da combattimento francese di terza generazione, prodotto da Nexter a Roanne nella Loira fino al luglio 2008 (ultime consegne dei carri di recupero per gli Emirati Arabi Uniti). Prende il nome dal maresciallo Leclerc.
Nonostante un inizio difficile e uno sviluppo molto lungo, è diventato l'unico carro armato pesante dell'Arme blindée cavalerie, permettendo alla Francia ed i suoi clienti la successione del precedente AMX-30. Il prezzo unitario di un carro armato Leclerc è stimato in 12 milioni di euro ciascuno per l'esportazione (8 milioni all'epoca del contratto greco del 1998). Anche se la Corte dei conti nel 2001, ha stimato il costo complessivo unitario di acquisizione del Leclerc pari a 15,9 milioni di euro (104,4 milioni di franchi francesi), tenendo conto in particolare dei costi di sviluppo, di industrializzazione, dei pezzi di ricambio e dei sistemi d'arma annessi, delle specifiche munizioni, delle infrastrutture, dell'istruzione e della formazione.

## Genesi
La consapevolezza durante gli anni settanta, da parte dell'esercito francese, delle carenze dell'AMX-30 B2 ha provocato nel 1977 la costituzione di una specifica chiamata EPC, per Engin principal de combat. L'acquisto di carri armati stranieri, come il carro armato M1 Abrams statunitense, il Leopard 2 tedesco o il Merkava israeliano, è stato esaminato e respinto. Analogamente, nel 1979, un programma combinato con la Germania, sulla base del Leopard 2 non è riuscito. Non restava che la soluzione di costruire un modello nazionale e così sono iniziati gli studi in questa direzione. 

## Caratteristiche tecniche
Con il Leclerc, prodotto dalla vecchia GIAT, la Francia ha abbandonato la strada del mezzo molto agile ma meno protetto, adeguandosi alle tendenze occidentali. Il peso in ordine di combattimento raggiunge le 54,5 t. Un'altra importante novità riguarda il sistema di caricamento automatico, che ne fa il primo MBT occidentale di III generazione con equipaggio ridotto a tre soli militari. In questo modo si può risparmiare una cospicua porzione di spazio e, in tempi di eserciti formati da soli professionisti, personale ridotto di un quarto fra gli equipaggi dei carri. Le dimensioni del Leclerc sono contenute, in particolare per quanto riguarda la lunghezza, grazie alle dimensioni compatte del propulsore turbodiesel SACM UD VBX T9, consentendo di ridurre la lunghezza di quasi un metro rispetto ai pari classe. Le alte prestazioni del propulsore sono rese possibili da una sovralimentazione molto spinta per gli otto cilindri a V che lo compongono, grazie al lavoro di una piccola turbina a gas TM-307 B, che a motore spento serve anche da generatore e viene utilizzata per le partenze a freddo. Il rapporto fra potenza e peso raggiunge i 27,5  HP/t, il più alto della sua categoria, con accelerazioni da 0 a 32 km/h in 5,5 secondi, quando a un Leopard 2 servono 6 secondi. I consumi, però, sono leggermente superiori. Anche la trasmissione automatica SESM ESM 500 è fra le più avanzate attualmente disponibili, con un sofisticato convertitore di coppia monostadio a due fasi, con controllo a microprocessori, con cinque marce in avanti e due retromarce. Le sospensioni si avvalgono di un sistema oleopneumatico. Il sistema di caricamento automatico si avvale di ventidue contenitori cilindrici sistemati nella parte posteriore della torretta, ognuno dei quali dispone di una cucchiaia di caricamento in fibra di vetro, su cui è sistemato il colpo, disposte su un nastro trasportatore, che fa capo a un punto in cui viene sistemato il munizionamento per mezzo di un calcatoio idraulico. Un microprocessore identifica automaticamente il tipo di proiettile che viene inserito nell'alloggiamento, operazione che può avvenire dall'esterno, mediante una piccola botola nella parte posteriore della torretta, oppure dall'interno, come nel caso in cui si debbano inserire nel sistema automatico di caricamento i colpi di riserva trasportati a bordo. Per effettuare il caricamento la canna, dopo ogni colpo, si riposiziona automaticamente con una depressione di 1,8º, per poi tornare automaticamente in punteria quando il colpo è inserito in camera di scoppio. Il sistema di caricamento automatico, derivato dall'esperienza accumulata dal semovente da 155/40 mm F1 GCT, gioca un ruolo importante sulle prestazioni del carro. Per esempio è possibile sparare due colpi in appena 4 secondi e si può registrare una cadenza di tiro di dodici colpi al minuto, in qualsiasi condizione, anche con il mezzo in movimento ad alta velocità su terreno misto, quando l'addetto al caricamento ha sensibili difficoltà a compiere il suo lavoro, in particolare con i pesanti e ingombranti proiettili da 120 mm.
L'inserimento di un differente tipo di munizionamento avviene automaticamente e il puntatore e il comandante sanno sempre quanti colpi e di che tipo sono presenti a bordo. Da segnalare il carattere modulare della protezione e dei sistemi di combattimento: nel primo caso è stata realizzata l'ipotesi di aggiungere ulteriori piastre protettive o di corazza reattiva. Fra gli accorgimenti adottati, la presenza di una protezione migliorata sul cielo della cupola, generalmente trascurata, per contrastare l'azione delle armi controcarro con testate che agiscono contro la parte superiore dei mezzi, come i missili controcarro svedesi RBS-56 BILL, il sistema statunitense BGM-71 F TOW 2B o certe sub-munizioni. Nel secondo campo, i sistemi di condotta del tiro potranno essere aggiornati sulla base di future trasformazioni e, inoltre, eventuali guasti o danneggiamenti di qualche componente, pur degradando l'efficienza complessiva, non bloccano il sistema di condotta del tiro. La protezione passiva è assicurata da una corazzatura modulare composita, che fa ricorso anche a leghe ceramiche, con una cura particolare per quanto attiene l'arco frontale, inclusa la prima parte della grembiulatura laterale. Molto curato è anche il rapporto fra scafo e torretta mentre anche i diciotto mortai lancia-fumogeni sono in posizione "annegata", nella parte posteriore della cupola.

## Armamento
Il cannone GIAT 120-56 da 120/52 mm a canna liscia e caricamento automatico, con caratteristiche balistiche molto buone e velocità alla bocca dei proiettili APFSDS nell'ordine dei 1.800 m/s, dispone di 22 colpi pronti all'impiego mentre altri 18 sono stivati a bordo. I 22 colpi presenti nel caricatore si trovano nella parte posteriore della torretta, in una posizione molto più sicura che non il caricatore rotante sul fondo della camera di combattimento che contraddistingue i mezzi russi. Fra il deposito e la camera di combattimento esiste una protezione che rende molto più difficile l'accensione delle cariche di lancio in caso di colpi a bordo; evento molto spesso catastrofico per un MBT. Il sistema di espulsione dei fumi della canna si basa sull'immissione di aria pneumatica, a differenza dell'evacuatore di fumi di tanti altri mezzi. Il Leclerc è armato anche con una mitragliatrice da 12,7 mm coassiale al cannone e con una da 7,62 mm sopra la torretta, telecomandata dall'interno.

## Utilizzo
Sviluppato successivamente a mezzi come il Leopard 2 e l'M1 Abrams, il Leclerc presenta alcune soluzioni particolarmente avanzate, soprattutto per quanto riguarda la mobilità e la protezione. Il Leclerc è stato ben presto scelto dall'esercito degli Emirati Arabi Uniti in 390 esemplari. I mezzi per gli EAU hanno un diesel MTU MT-883 con 12 cilindri a V da 1.500HP e trasmissione automatica HSWL 295. Questo motore è in uso anche all'unica versione del carro, un mezzo recupero corazzato.

## Paesi utilizzatori
Sono stati prodotti un totale di 862 carri così ripartiti:
- Francia: 406[1] carri + 20 mezzi recupero corazzati[4]. In ultima analisi la flotta operativa, in linea con le conclusioni del Livre Blanc del 2008, sarà ridotta ad un volume di 254 unità[1].
- Emirati Arabi Uniti: 388[1] carri + 46 mezzi recupero corazzati[4] + 2 carri da addestramento piloti.

## Varianti
Francia EMAT
- prima serie (S1):
  - tranche 1 (1990) 4 esemplari, tutti utilizzati dalla GIAT Industries, per degli studi.
  - tranche 2 17 esemplari, utilizzati nelle scuole di meccanica o riconvertiti in ARV « Mars ». Torretta e blindatura migliorate.
  - tranche 3 (1993) utilizzati come riserva di pezzi di ricambio o riconvertiti in MARS « Moyen adapté de remorquage spécifique ». Gonne di gomma.
  - tranche 4 motore affidabile per il montaggio di sensori migliorati e abbassamento della velocità a vuoto da 1100 giri/min a 900.
  - tranche 5 armature laterali aggiuntive, un migliore controllo della torretta.
  - RT5 riconversione di tutta la prima serie al livello T5 con in più vani portaoggetti supplementari nella parte posteriore della torretta. In servizio attivo.
- seconda serie (S2):
  - tranche 6 di costruzione equivalente al RT5, ma nuovi e climatizzati.
  - tranche 7 integrazione del sistema di trasmissione di dati con il comando, visore del comandante del catto migliorato (problema di taratura).
  - tranche 8 modernizzazione dell'elettronica.
  - tranche 9 visore SAGEM Iris per il tiro.
  - RT9 aggiornamento al livello T9 di tutti i carri della seconda serie a partire dal 2006.
- terza serie (SXXI):
  - tranche 10 nuovi moduli di blindatura, moduli ERA, visore con laser e camera Iris.
  - tranche 11 Installazione del sistema di gestione del campo di battaglia ICONE.
- Leclerc AZUR (Action en Zone Urbaine) sviluppato per supportare le unità di terra in guerriglia urbana, è particolarmente dotato di quattro casse sul retro per il trasporto di munizioni, piccole attrezzature, barelle vincolate per le unità di fanteria mobile[5]. È riconoscibile per le griglie di tipo "slat armor" che coprono il blocco GMP e la parte posteriore del carro. E anche per il suo dispositivo di visione panoramica montato sul tetto della torretta e il controllo da remoto della torretta di 7,62 mm.

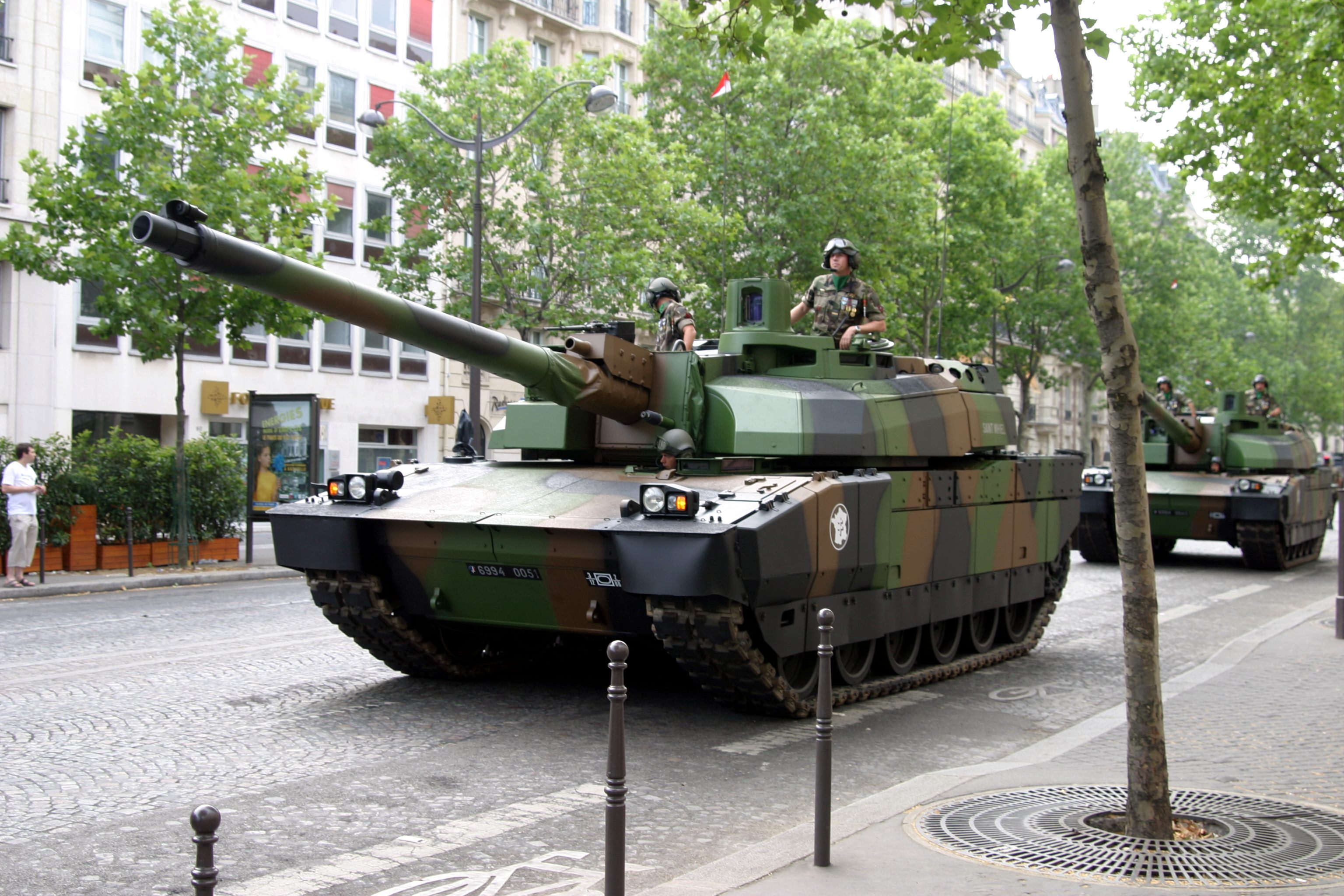
Leclerc in parata

 Emirati Arabi Uniti EAU (TROP in origine)
I Leclerc tropicali (TROP in seguito EAU) per gli Emirati Arabi Uniti, questa versione, a differenza di quella francese, è equipaggiata di:
- un motore Diesel MTU MT-883 Ka-500 da 1500 CV e della trasmissione Renk HSWL 295 TM. Gli Emirati Arabi Uniti, che hanno qualche interesse in questa società tedesca (MTU), hanno preferito quel motore, piuttosto che il motore diesel UDV 8X da 1500 CV e la trasmissione Renk/SESM ESM 500 montati sul Leclerc dell'esercito francese (EMAT). Questo motore è anche più affidabile di quello dell'EMAT, ma causa alcuni problemi con la frizione;
- una climatizzazione meccanica per raffreddare il carro senza provocare correnti elettriche che potrebbero portare alla rivelazione del carro;
- una termocamera ad infrarossi per le operazioni notturne;
- un sistema di controllo tramite carta 3D;
- un sistema avanzato che consente al personale di individuare la posizione esatta dei carri armati sul campo di battaglia.

È disponibile in due versioni:
- il Leclerc EAU, carro armato da combattimento;
- il carro di recupero equipaggiato di tutti i mezzi necessari per il recupero d'urgenza dei carri.